# Дашевская поселковая община
Дашевская поселковая община (укр. Дашівська селищна громада) — территориальная община на Украине, в Гайсинском районе Винницкой области (2020). Административный центр — поселок Дашев.
Площадь общины — 235,36 км², население — 8313 жителей (2018).

## История
Образована 13 июня 2016 года путем объединения Дашевского поселкового совета и Белковского, Кальницкого, Кантелинского, Копиевского, Купчинецкого сельских советов бывшего Ильинецкого района.
12 июня 2020 года распоряжением Кабинета министров Украины Дашевская поселковая община образована в составе Дашевского поселкового совета и Белковского, Кальницкого, Кантелинског, Копиевского, Криштоповского, Леуховского, Россоховатского, Слободищенского сельских советов.

## Населенные пункты
В состав общины входят 4 посёлка и 20 сёл.

### Поселки
- Вербовка
- Гадаи
- Дашев
- Крыштоповское

### Села
- Белки
- Волошковое
- Городок
- Ивановка
- Кальник
- Каменногорка
- Кантелина
- Китайгород
- Копиевка
- Крыштоповка
- Купчинцы
- Привольное
- Росоховата
- Слободище
- Чертория
- Шабельня
- Ястребинцы.